# Diecezja Mexicali
Diecezja Mexicali (łac. Dioecesis Mexicalensis) – diecezja Kościoła rzymskokatolickiego w Meksyku, sufragania archidiecezji Tijuana. 

## Historia
25 marca 1966 roku papież Paweł VI konstytucją apostolską Qui secum reputet erygował diecezję Mexicali. Dotychczas wierni z tych terenów należeli do archidiecezji Tijuana. 27 stycznia 2007 roku diecezja utraciła część swego terytorium na rzecz nowo powstałej diecezji Ensenada.

## Ordynariusze
- Manuel Pérez-Gil y González (1966–1984)
- José Ulises Macías Salcedo (1984–1996)
- José Isidro Guerrero Macías (1997–2022)
- Enrique Sánchez Martínez (od 2023)